# Apaegocera
Apaegocera es un  género de lepidópteros perteneciente a la familia Noctuidae. Es originario de África.

## Especies
- Apaegocera argyrogramma Hampson, 1905
- Apaegocera aurantipennis Hampson, 1912